# ایروین (پنسیلوانیا)
ایروین (به انگلیسی: Irvine) یک منطقهٔ مسکونی در ایالات متحده آمریکا است که در شهرستان وارن، پنسیلوانیا واقع شده‌است. ایروین ۳۵۲٫۹۶ متر بالاتر از سطح دریا قرار دارد.